# أتراك ليبيا
أتراك ليبيا ويعرفون أيضاً بتركمان ليبيا، (بالتركية: Libya Türkleri)‏ وهم عرق من الأتراك الذين عاشوا في ليبيا خلال الحكم العثماني، وقد هيمن الأتراك على الحياة السياسية في المنطقة، ونتيجة لذلك حدث تخليط عرقي في ليبيا تغيرت خلال هجرة الأتراك من الأناضول وتحولت إلى «كور أوغلي» (يشار إليه أيضاً باسم «الكراغلة») هم أشخاص مختلطة من دم تركي ودم ليبي. وكانت هناك أيضاً موجة من الهجرة الحديثة منذ عام 1975 من تركيا.

## التاريخ

### الهجرة العثمانية
عندما دخلت الدولة العثمانية ليبيا عام 1551 بدأ الأتراك بالهجرة إلى المنطقة، ونتيجة لذلك تزوج العديد من الجنود الأتراك بنساء ليبيات محليات وكان معروفة أطفالهم باسم «كور أوغلى» (يشار إليه أيضاً باسم «الكراغلة»). بحلول عام 1936 الأتراك في ليبيا بلغ عددهم نحو 35,000، ومنهم 30,000 عاش على طول الساحل الطرابلسي. اليوم لا يزال هناك ليبيين يهتمون بانتمائهم التركي، أو بالافتخار أن ذريتهم عائدة للجنود الأتراك الذين استقروا في المنطقة خلال الحكم العثماني.

### الهجرة الحديثة
كانت هجرة الأيدي العاملة التركية عادة إلى الدول الأوروبية في إطار اتفاقات ثنائية.
| هجرة العمال الأتراك إلى ليبيا |         |
| السنة                         | التعداد |
| 1961-1973                     | 664     |
| 1974-1980                     | 48,457  |
| 1981-1985                     | 106,735 |

## معرض صور

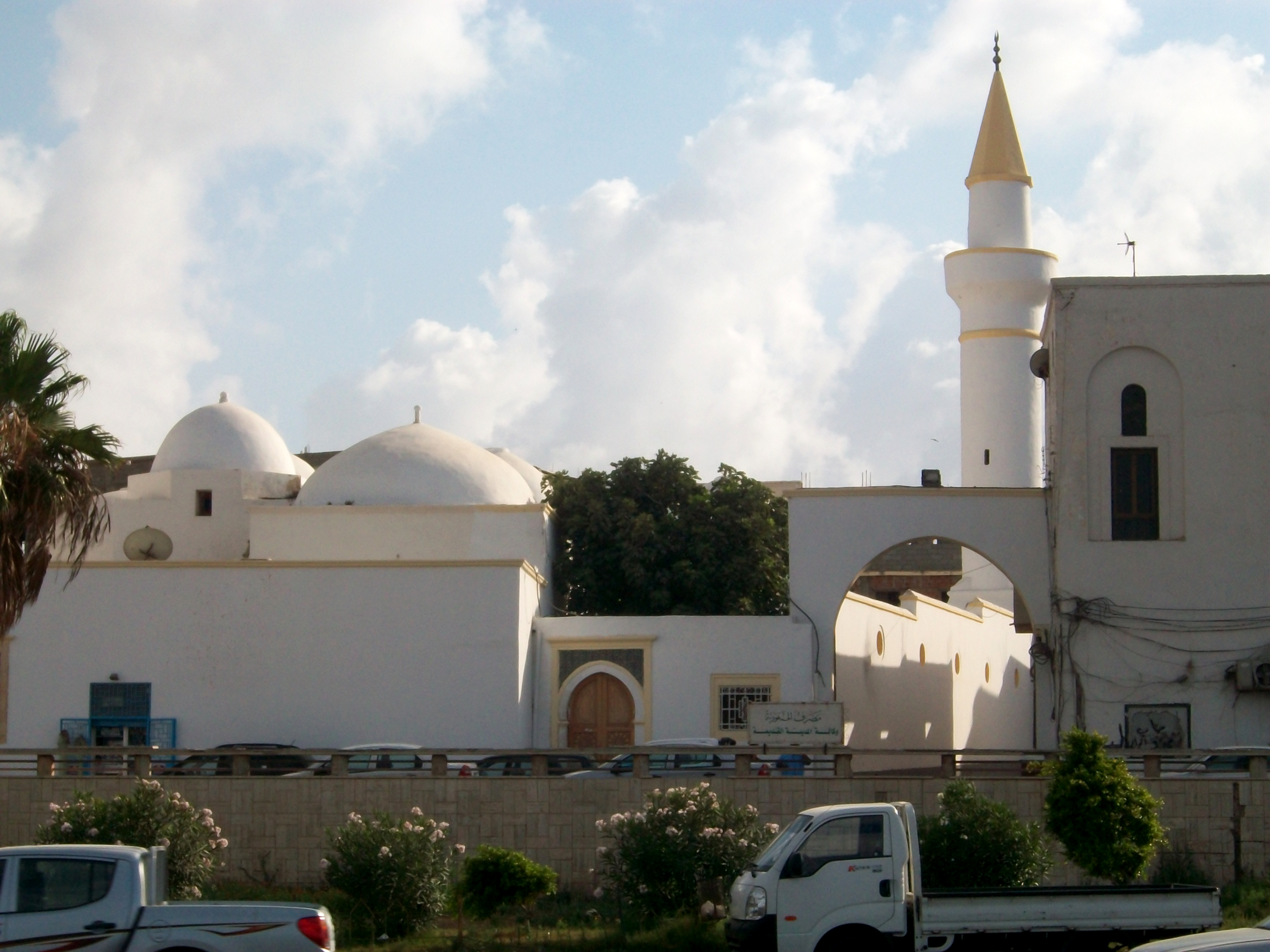
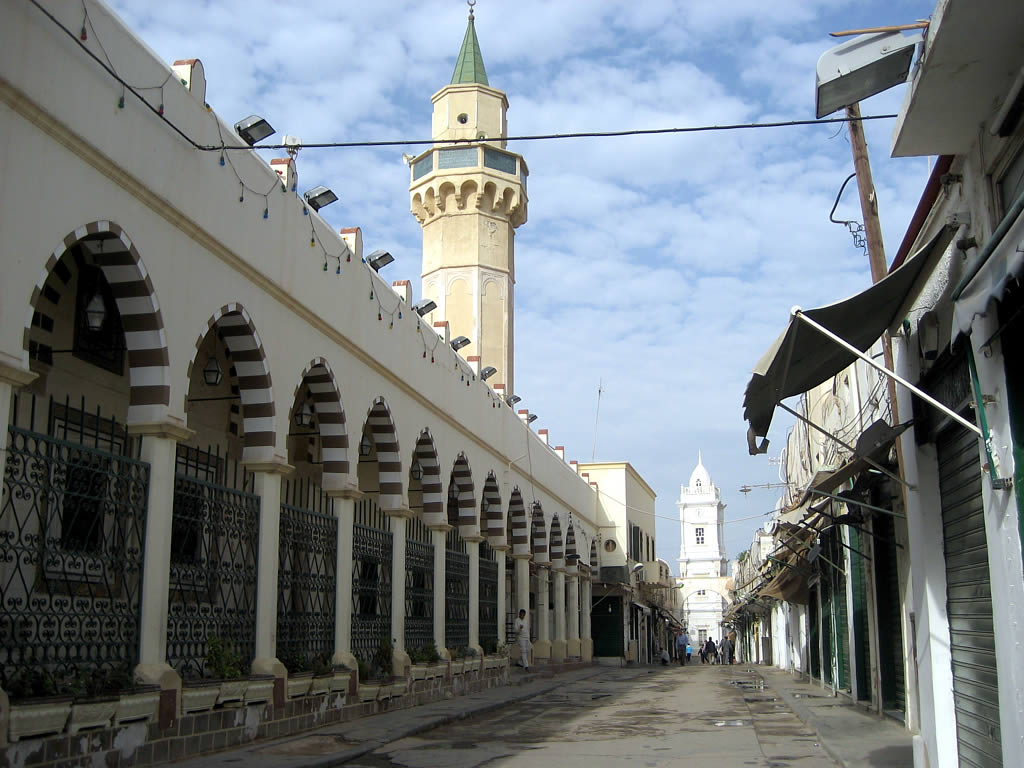
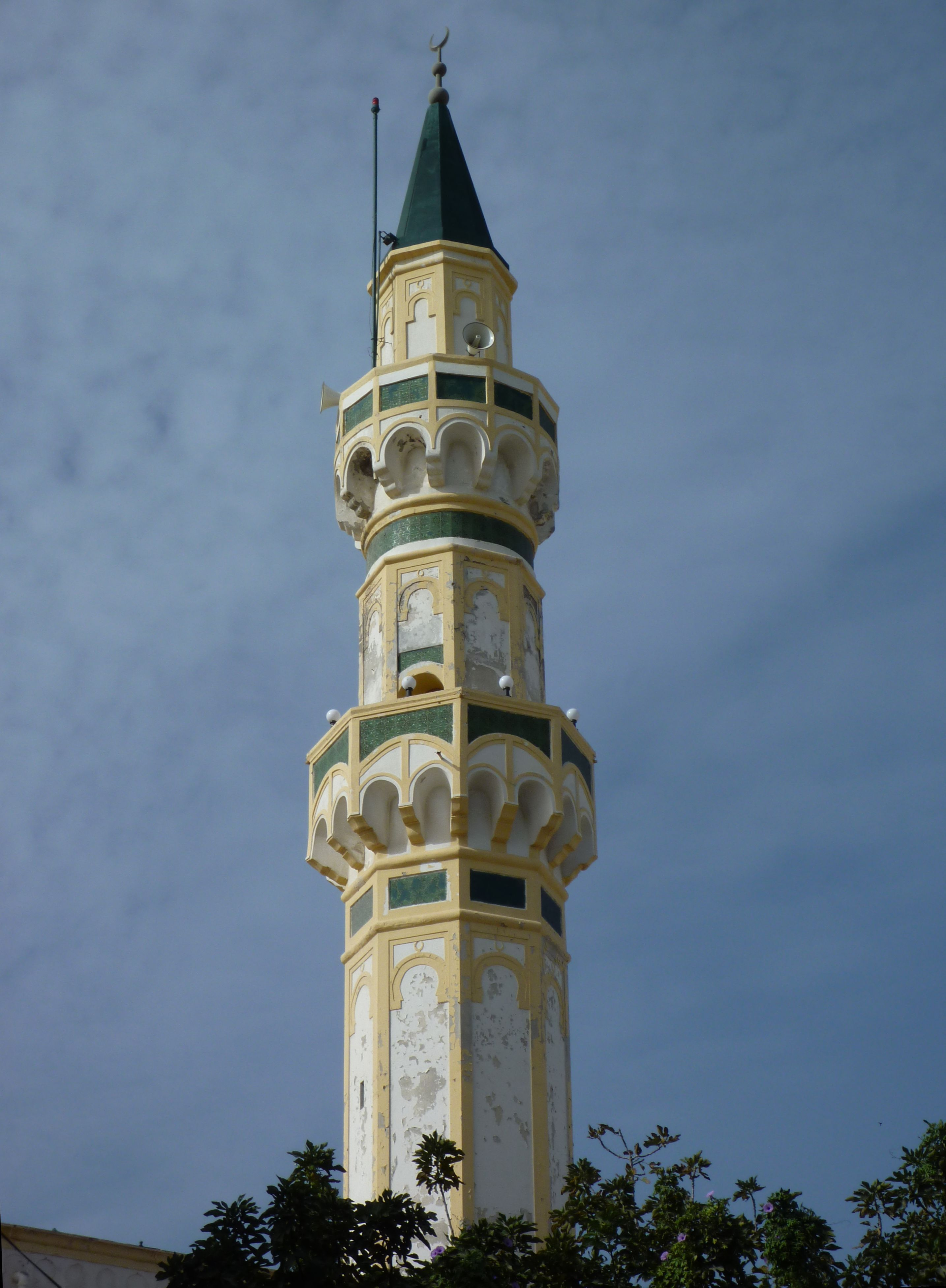

- 1=جامع درغوت باشا بالمدينة القديمة طرابلس (العاصمة الليبية). إظهار خارجي

## قائمة المراجع
- Ahmida، Ali Abdullatif (2002)، The Making of Modern Libya: State Formation, Colonization, and Resistance، SUNY Press، ISBN:1-4384-2891-X.
- Dupree، Louis (1958)، "The Non-Arab Ethnic Groups of Libya"، Middle East Journal، ج. 12، ص. 33–44
- Ergener، Reşit (2002)، About Turkey: Geography, Economy, Politics, Religion, and Culture، Pilgrims Process، ISBN:0-9710609-6-7.
- Fuller، Graham E. (2008)، The New Turkish Republic: Turkey as a pivotal state in the Muslim world، US Institute of Peace Press، ISBN:1-60127-019-4.
- Harzig، Christiane؛ Juteau، Danielle؛ Schmitt، Irina (2006)، The Social Construction of Diversity: Recasting the Master Narrative of Industrial Nations، Berghahn Books، ISBN:1-57181-376-4.
- Malcolm، Peter؛ Losleben، Elizabeth (2004)، Libya، Marshall Cavendish، ISBN:0-7614-1702-8.
- Pan، Chia-Lin (1949)، "The Population of Libya"، Population Studies، ج. 3، ص. 100–125، DOI:10.1080/00324728.1949.10416359
- Papademetriou، Demetrios G.؛ Martin، Philip L. (1991)، The Unsettled Relationship: Labor Migration and Economic Development، Greenwood Publishing Group، ISBN:0-313-25463-X.
- Sirageldin، Ismail Abdel-Hamid (2003)، Human Capital: Population Economics in the Middle East، American University in Cairo Press، ISBN:977-424-711-6.
- Stone، Martin (1997)، The Agony of Algeria، C. Hurst & Co. Publishers، ISBN:1-85065-177-9.